# Dimorphacanthella
Genre
Dimorphacanthella est un genre de collemboles de la famille des Isotomidae.

## Distribution
Les espèces de ce genre se rencontrent en Asie.

## Liste des espèces
Selon Checklist of the Collembola of the World (version du 29 août 2019) :
- Dimorphacanthella anommatos (Chen & Yin, 1984)
- Dimorphacanthella mediaseta Potapov, Bu, Huang, Gao & Luan, 2010

## Publication originale
- Potapov, Bu, Huang, Gao & Luan, 2010 : Generic switch-over during ontogenesis in Dimorphacanthella gen. n. (Collembola, Isotomidae) with barcoding evidence. ZooKeys, no 73, p. 13-23 (texte intégral).